# Аггер
Аггер (лат. agger дамба) — давньоримська назва дерево-земляної дамби, яка споруджувалась військом, що організовувало облогу фортеці навпроти фортечних стін, для встановлення на ній облогових веж та метальних машин.